# Sistema Integrado de Transporte do Vale do Aburrá
O Sistema Integrado de Transporte do Vale do Aburrá (SITVA) é um sistema de transporte público que opera em Medellín e nos demais municípios da Região Metropolitana do Vale do Aburrá. Foi criado a fim de reduzir a um o número de empresas que prestam serviços de transporte na região.
Os seguintes municípios são atendidos pelos sistemas do SITVA: Bello, Envigado, Itagüí, La Estrella, Medellín e Sabaneta. Os demais municípios do Vale do Aburrá são atendidos por linhas alimentadoras, integradas com as linhas dos sistemas operados pelo SITVA.

## Sistemas
Os sistemas gerenciados pelo SITVA são:
- Metrô de Medellín: É um sistema de metropolitano. Inaugurado em 30 de novembro de 1995, é composto por duas linhas, a Linha A e a Linha B, que somam 27 estações e 34,5 km de extensão.

- Metrocable de Medellín: É um sistema de teleférico. Inaugurado em 7 de agosto de 2004, é composto por quatro linhas, a Linha H, a Linha J, a Linha K e a Linha L, que somam 13 estações e 10,7 km de extensão.

- Tranvía de Ayacucho: É um sistema de elétrico. Inaugurado em 20 de outubro de 2015, é composto por uma única linha, que possui 9 estações e 4,3 km de extensão.

- Metroplús: É um sistema de Bus Rapid Transit (BRT). Inaugurado em 22 de dezembro de 2011, é composto por duas linhas, a Linha 1 e a Linha 2, que somam 28 estações e 26,0 estações.

- EnCicla: É um sistema de bicicletas públicas. Inaugurado em 7 de outubro de 2011, é composto por 51 estações.

## Linhas integradas

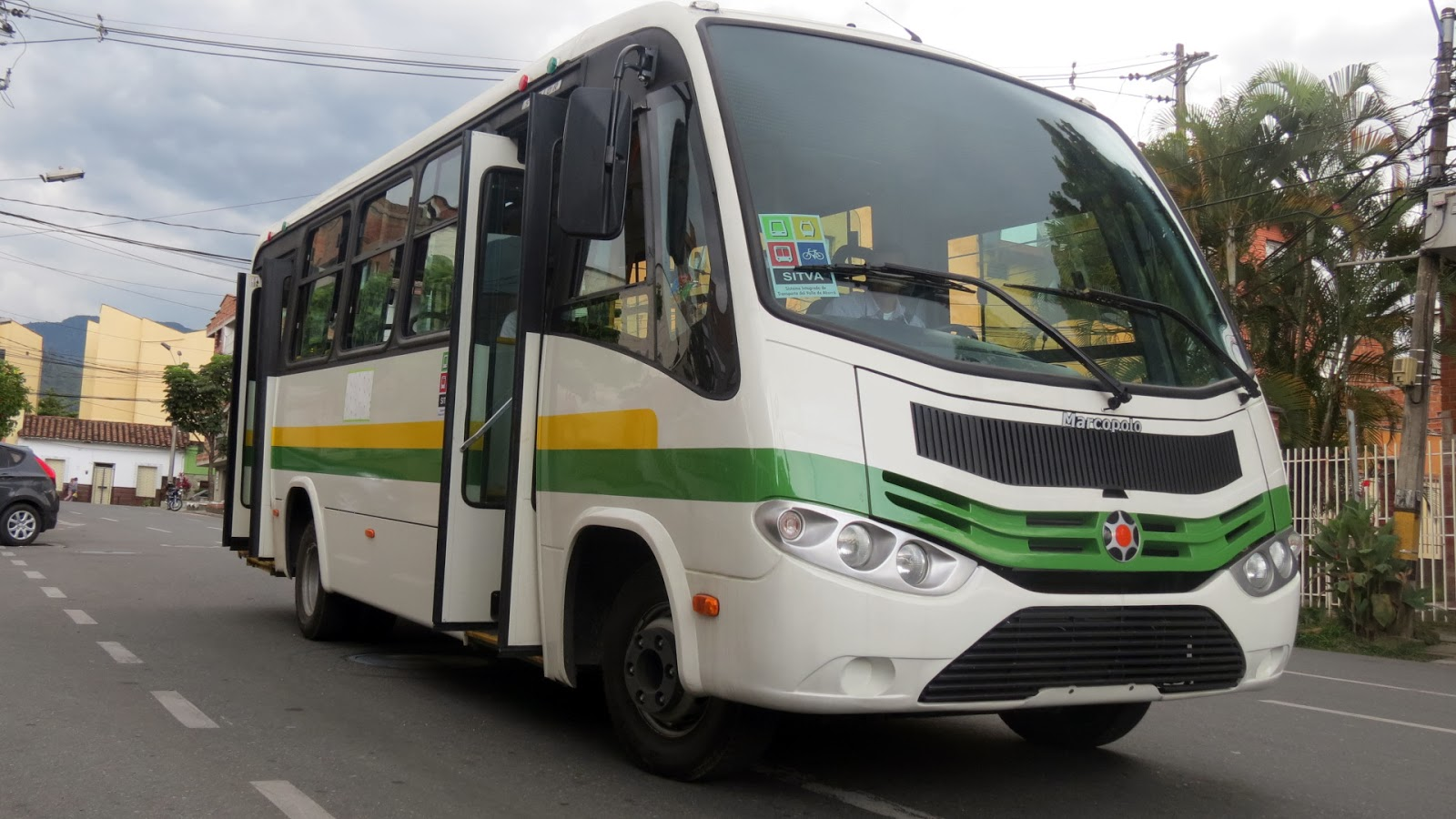
Um dos micro-ônibus integrados aos sistemas do SITVA.

A fim de conectar os bairros não atendidos por sistemas de transporte de massa à rede operada pelo SITVA, diversas linhas de micro-ônibus, integradas aos sistemas do SITVA, operam nos municípios da Região Metropolitana do Vale do Aburrá. Dessas linhas, algumas funcionam como alimentadoras. O sistema, que entrou em operação no dia 28 de outubro de 2013, possibilita integração tarifária com as linhas do SITVA. Para que seja feita a integração, o usuário deve utilizar a Tarjeta Cívica.
As linhas integradas são divididas em bacias, cada uma operada por uma concessionária. Cada município do Vale do Aburrá é atendido por uma ou mais bacias. A tabela abaixo lista o número, os municípios contemplados e a operadora de cada bacia:
| Bacia | Municípios                     | Operadora                       |
| ----- | ------------------------------ | ------------------------------- |
| 1     | Bello                          | Unión Temporal Bellanita Group  |
| 2     | Bello                          | Hato Viejo                      |
| 3     | Medellín                       | Masivo de Occidente             |
| 4     | Itagüí, La Estrella e Medellín | Alianza MEI                     |
| 5     | Envigado e Sabaneta            | Unión Temporal TIO              |
| 6     | Medellín                       | Sistema Alimentador Oriental    |
| 7     | Barbosa, Copacabana, Girardota | Unión Temporal Masivo del Norte |
| 9     | Caldas                         | Unión Temporal Vamos al Sur     |

## Tarjeta Cívica
A Tarjeta Cívica é o cartão inteligente adotado pelos sistemas do SITVA. A Cívica possibilita que o usuário armazene créditos no cartão a fim de utilizá-los nos sistemas geridos pelo SITVA e nas linhas alimentadoras. Sua implementação começou em 2017 pela Empresa de Transporte Masivo del Valle de Aburrá Limitada (ETMVA). Em relação ao bilhete de papel, a Tarjeta Cívica possui vantagens econômicas, operacionais e ambientais.
Existem 7 tipos de cartões que podem ser utilizados para se trafegar na rede:
- Estudiante Municipio: Cartão utilizado por estudantes do município de Medellín.
- Persona con Movilidad Reducida: Cartão utilizado por passageiros que possuem alguma deficiência que comprometa a mobilidade, permanentemente ou temporariamente.
- Adulto Mayor: Cartão utilizado por idosos.
- Frecuente: Cartão utilizado por passageiros comuns que permite o acesso ao programa Beneficios Cívica.
- Al Portador: Cartão adquirido nas bilheterias do sistema, carregado com um valor pré-definido quando adquirido. Diferentemente da Tarjeta Frecuente, não é possível acessar os benefícios do programa Beneficios Cívica.
- Eventual: Cartão de cor branca e marcada com a legenda Viaje METRO, adquirido em qualquer ponto de venda e utilizado para cancelar a tarifa mais alta em uma integração.
- Arví: Cartão de cor branca, adquirido somente nas bilheterias das estações da Linha L do Metrocable de Medellín (Arví e Santo Domingo Savio).